# Gare d'Essex Road
La gare d'Essex Road est une gare ferroviaire de seconde importance à Londres (Royaume-Uni).
Elle est située dans le borough londonien  d'Islington tout près de Upper Street.

## Service des voyageurs

### Desserte
Le service ferroviaire n'est assuré que du lundi au vendredi par First Capital Connect.

### Intermodalité
- Moorgate (métro de Londres)